# Bythiospeum oshanovae
Bythiospeum oshanovae is een slakkensoort uit de familie van de Hydrobiidae. De wetenschappelijke naam van de soort is voor het eerst geldig gepubliceerd in 1968 door L. Pinter.